# 万俟醜奴
俟醜奴（？—530年），复姓万俟氏，原州人，匈奴族，北魏時期六镇之乱的起事領袖之一。

## 生平
万俟醜奴原為高平鎮起事領袖胡琛部將；胡琛為破六韓拔陵所殺，万俟醜奴繼承指揮權。北魏建義元年（528年）七月，万俟醜奴在高平（寧夏固原市）稱帝，設置百官，此時西亞波斯（今伊朗）給北魏獻上一頭獅子，被醜奴扣留，以為祥物，定年號神獸（神虎）。是年，蕭寶夤攜妻南陽公主及少子投靠醜奴，万俟醜奴任命蕭寶夤為太傅，“關中騷動，朝廷深以為憂”。永安三年（530年），爾朱天光討伐万俟醜奴起事，醜奴棄平亭西走，被俘於平涼（今甘肅平凉市西南），不久被殺，万俟道洛率餘眾逃入山中。蕭寶夤則被送到洛陽赐死。獅子則送返京師。